# Hungerberg
Hungerberg (též Bochov) je zaniklý hrad, který stával na Hladovém vrchu nad Bochovským potokem na okraji města Bochov.

## Historie
Hrad byl postaven v polovině 14. století. V roce 1349 jej vlastnili majitelé Bochova Slavek a Boreš z Rýzmburka. Funkcí hradu byla ochrana města a také sloužil jako středisko správy rýzmburských lén. V majetku pánů z Rýzmburka zůstal do roku 1406. V roce 1412 se panství zmocnili Plavenští z Plavna, kteří stáli proti husitům. Míšeňský purkrabí Jindřich II. z Plavna, člen Zelenohorské jednoty, se postavil proti českému králi Jiřímu z Poděbrad. V roce 1469 byl hrad dobyt královskými vojsky, zničen a nahrazen hradem novým – Hartenštejnem.

## Popis

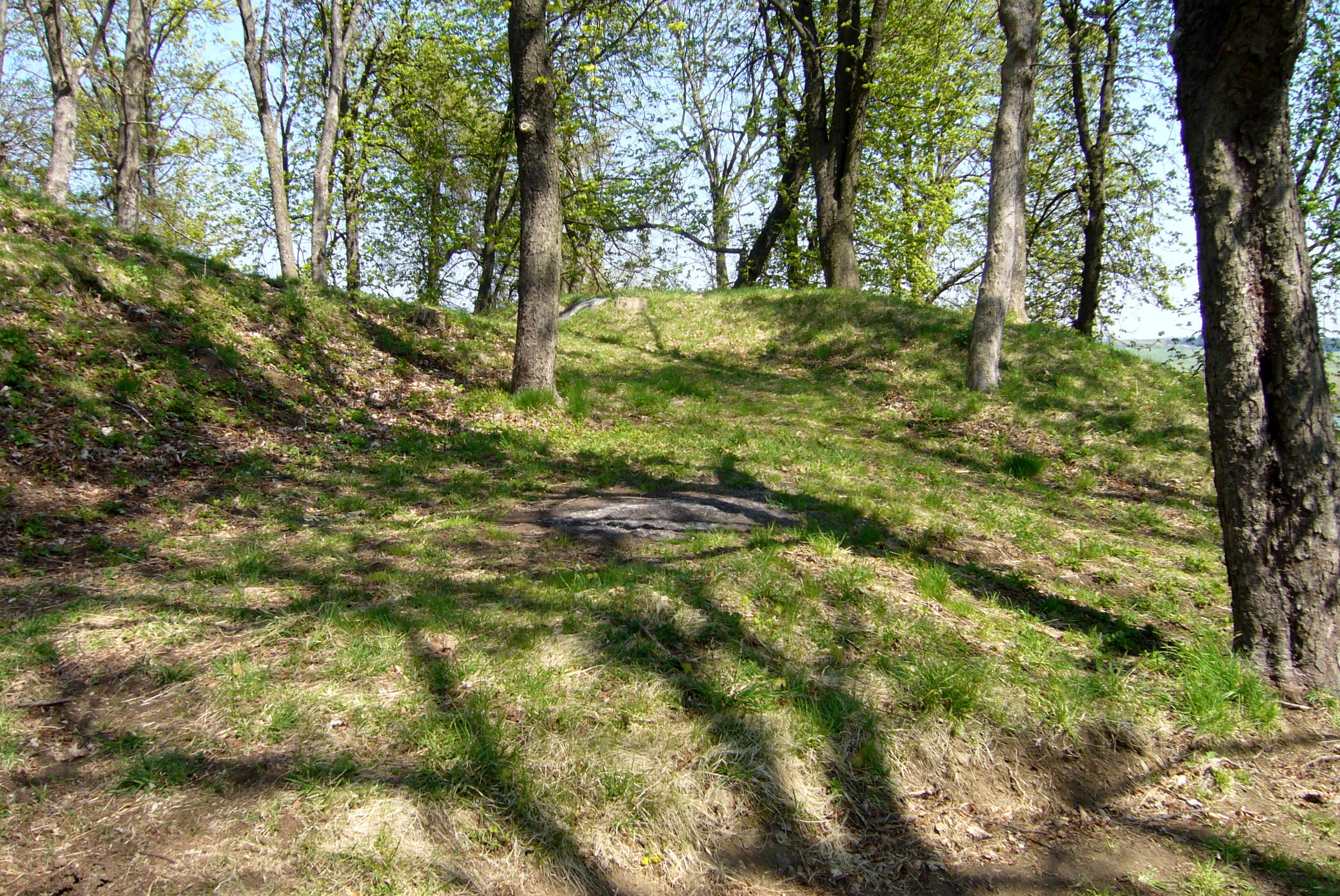
Příkop a val na východní straně hradu

Hrad byl vystavěn na návrší nazvaným Hladový vrch. Přístupová cesta vedla od jihovýchodu od města. Vlastní hrad měl tvar oválu a chránil ho příkop s valem. August Sedláček zmínil také parkán a baštu na jihozápadě opevnění, ale nedochovaly se po nich žádné stopy. Viditelné stopy nezanechala ani vnitřní zástavba. 